# Retable de Sant'Onofrio
Le retable de Sant'Onofrio  (en italien : Pala di Sant'Onofrio) est une peinture religieuse de Luca Signorelli, un retable (221 × 189 cm), daté 1484, conservé au musée de l'Œuvre du Duomo de Pérouse en Ombrie.

## Histoire
L'œuvre a été réalisée pour la cathédrale de Pérouse en 1484, commandé par l'évêque Vagnucci en exercice, originaire de Cortone, concitoyen de Luca Signorelli pour la chapelle consacrée au saint patron de la ville, construite par Jacopo Vagnucci, évêque de Pérouse de 1449 à 1482 
L'œuvre, unique du peintre pour cette ville, marque  l'avènement  de l'art du peintre, revenu de ses séjours à Rome et dans les Marches et avant ses travaux à Orvieto dans la chapelle San Brizio.
Elle est exposée aujourd'hui Sala 19 - Artisti locali e forestieri del Rinascimento perugino du musée de l'Œuvre du Duomo de Pérouse.

## Thème
L'œuvre illustre un des thèmes principaux de l'iconographie chrétienne, une Conversation sacrée comprenant  les thèmes sous-jacents : 
- La Vierge à l'Enfant trônant soit une Vierge en majesté (Maestà) ;
- la présence de figures célestes (un ange musicien central au premier plan jouant du luth, et deux anges priants, volant dans les coins supérieurs),
- la présence de figures saintes certaines tournées vers la Vierge à l'Enfant, d'autres absorbés dans leurs réflexions, ou lisant le Livre, reconnaissables chacun à leurs attributs de sainteté : bâton croisé, peau de bête pour Jean-Baptiste, crosse et mitre d'évêque de saint Herculan, nudité de l'anachorète Onofrio...

## Description
Autour de la Vierge trônant en majesté centrale haute, lisant, son fils tenant un lys, le regard orienté également vers le Livre, les figures saintes remplissent le cadre :
- un saint contemporain de la Passion du Christ : Jean le Baptiste immédiatement à sa gauche, portant bâton croisé à phylactère, peau de chameau ;
- des saints anachroniques en intercesseurs : 
  - saint Laurent (à droite, au niveau de la Vierge à l'Enfant),
  - les saints patrons de la ville : Onuphre l'Anachorète (Onofrio, saint oriental) et Herculan de Pérouse (Ercolano, saint évêque local donnant son nom au retable, sa coiffe étant posée sur le rebord de pierre) (au niveau de la base du piédestal du trône),

Les principes allégoriques naturels sont présents :
- la pierre et le bois du trône aux frises sculptées des contre-marches
- des plantes précisément détaillées pour leur symbolique propre :
  - Le lys tenu par l'Enfant Jésus (Pureté)
  - des plantes coupées et sèches dans des vases transparents (au premier plan et sur la première marche du piédestal)
  - un feuillage couvrant la nudité de saint Onofrio
  - des fleurs vivaces en suspension sur les montants latéraux de l'arc de bois surplombant la tête de la Vierge.

Le fond de la composition reste neutre allant d'un bleu pur en haut en un dégradé continu au blanc vers le bas sans autre détail.
L'architecture est finement incisé en  pierre blanche en bas pour le socle, en bois foncé pour le trône dans son ensemble : la première marche, sa base, ses montants latéraux, les accoudoirs, les montants tournés supportant l'arc cintré entourant, en dais, la tête de la Vierge.

## Analyse
Les figures saintes au premier chef (La Vierge, les saints Jean-Baptiste et Laurent) respectent le principe de l'isocéphalie (alignement des têtes sur une même ligne horizontale)
L'ange musicien jouant du luth est une évocation directe de la peinture vénitienne en vigueur à l'époque du Quattrocento.
Les anges voletants remplissent l'espace vide du haut en horror vacui (« peur du vide »).
Les saints de gauche sont pauvrement vêtus voire nus, les saints de droite habillés de chapes ecclésiastiques fastueusement ouvragées (saint Laurent porte sur le poitrail une représentation de la Résurrection présageant la destinée passionnelle du Christ Sauveur, sur le bras gauche un Noli me tangere, sur la manchette gauche une Annonciation ; saint Herculan de Pérouse arbore, sur sa chasuble, également plusieurs épisodes de la Passion, et on peut distinguer l'Annonciation, et d'autres épisodes bibliques plus incertains.
La mort (passage obligé de la Passion du Christ et destinée incontournable des hommes) est invoquée dans les vases transparents contenant des fleurs coupées : si le vase situé au niveau du genou de l'ange musicien contient des fleurs encore vivaces (couleur blanche des pétales), celui du premier plan et du sol montre des fleurs devenues sèches aux couleurs compassées.
Conformément aux principes réalistes de la perspective en vigueur les auréoles que portent les protagonistes sont elliptiques.
La décoration du trône et de son piédestal est clairement classicisante, et la maîtrise de la représentation perspective habituelle chez Luca Signorelli, ici, est peu sensible, la scène ne proposant aucune profondeur matérielle.

## Sources
- (it) Cet article est partiellement ou en totalité issu de l’article de Wikipédia en italien intitulé « Pala di Sant'Onofrio » (voir la liste des auteurs).